# Danuta Gwizdalanka
Danuta Gwizdalanka (ur. 22 czerwca 1955 w Poznaniu) – polska muzykolog, autorka książek o muzyce, członkini Związku Kompozytorów Polskich. Żona Krzysztofa Meyera.

## Życiorys
Absolwentka Uniwersytetu im. Adama Mickiewicza, gdzie ukończyła muzykologię (1980) i filologię angielską (1981). W 1990 obroniła pracę doktorską Brzmieniowe aspekty kwartetów smyczkowych Beethovena.
Pracowała w Teatrze Wielkim w Poznaniu oraz w Akademii Muzycznej w Bydgoszczy (1981–1991). W 1995 w University of Michigan (Ann Arbor, USA) prowadziła seminarium poświęcone polskiej muzyce po 1945 roku.
W latach osiemdziesiątych zapoczątkowała w Polsce tematykę ekologii muzyki, m.in. tłumaczeniem eseju R. Murray Schafera The Music of the Environment (Muzyka środowiska), który stał się podstawą wstępu i kanwą książki The Tuning of the World tego samego autora, oraz cyklem artykułów (Strojenie trąb jerychońskich) na łamach „Ruchu Muzycznego”. Wprowadziła też do polskiego piśmiennictwa muzycznego, nieobecny w nim wcześniej, wątek genderowy, publikując książkę Muzyka i płeć (Kraków 2001). Autorka podręczników, prac poświęconych społecznym kontekstom kultury muzycznej (gender, polityka), muzyce kameralnej (przewodnik po utworach oraz dzieje praktyki wykonawczej) oraz biografii (Witolda Lutosławskiego, Mieczysława Wajnberga, Karola Szymanowskiego).

## Publikacje
- Brzmienie kwartetów smyczkowych Ludwiga van Beethovena, Poznań: Nakom 1991
- Przewodnik po muzyce kameralnej, Kraków: PWM 1996
- Muzyka. Podręcznik dla szkół średnich, WSiP, Warszawa: 1997; tłum. litewskie Kowno: Sviesa 1999, 2001
- Muzyka i polityka, Kraków: PWM 1999
- Muzyka i płeć, Kraków: PWM 2001

- Witold Lutosławski. Postscriptum [razem z Krzysztofem Meyerem], Warszawa: Zeszyty Literackie, 1999; tłum. włoskie Genua: De Ferrari 2004
- Witold Lutosławski. Droga do dojrzałości [razem z Krzysztofem Meyerem], Kraków: PWM 2003
- Witold Lutosławski. Droga do mistrzostwa [razem z Krzysztofem Meyerem], Kraków: PWM 2004 (nominacja do Nagrody im. Jana Długosza 2005[3])
- Witold Lutosławski – Przewodnik po Warszawie. NIFC 2013 – aplikacja na telefon
- Czterojęzyczny słownik terminów wykonawczych i interpretacyjnych, Poznań: Ars Nova 1995; Kraków: PWM 1999–2008
- Historia muzyki. Podręcznik dla szkół muzycznych

Cz. 1 – Muzyka dawna, Kraków: PWM 2005
Cz. 2 – XVIII–XIX wiek, Kraków: PWM 2006
Cz. 3 – XX wiek (techniki kompozytorskie), Kraków: PWM 2009
Cz. 4 – Przemiany kultury muzycznej w XX wieku, Kraków: PWM 2011
- Mieczysław Wajnberg. Kompozytor z trzech światów. Poznań: Teatr Wielki 2013
- Witold Lutosławski. Wege zur Meisterschaft. (współautor K. Meyer), Saarbrücken: Pfau 2014
- Złoty wiek muzyki kameralnej. Postacie, obyczaje i epizody z życia muzycznego. XVIII i XIX wieku (lata 1750–1850), Poznań: Poznańskie Towarzystwo Przyjaciół Nauk 2016

- Der Verführer. Karol Szymanowski und seine Musik, Wiesbaden: Harrassowitz Verlag 2017
- 100 lat z dziejów polskiej muzyki, Kraków: PWM 2019
- One Hundred Years of Polish Music History, Kraków: PWM 2019
- Der Passagier. Der Komponist Mieczysław Weinberg im Mahlstrom des zwanzigsten Jahrhunderts. Übersetzt von Bernd Karwen, Harrasowitz Verlag 2020
- Symfonia na 444 głosy, Kraków: PWM 2020
- Lutosławski, seria „Małe monografie”, Kraków: PWM 2021
- Uwodziciel. Rzecz o Karolu Szymanowskim, Kraków: PWM 2021 (nominacja do Górnośląskiej Nagrody Literackiej „Juliusz” 2022[4] oraz Koryfeusz Muzyki Polskiej w 2021 roku[5])
- Мечислав Вайнберг – композитор трех миров. Пер. с польского Алексея Давтяна.  СПб: Композитор • Санкт-Петербург, 2022
- Mozart, seria „Małe monografie”, Kraków: PWM 2022
- Szymanowska, seria „Małe monografie”, Kraków: PWM 2023
- Wajnberg, seria Małe Monografie, PWM 2024 ISBN ISSN: 978-83-224-5167-0

Hasła w Encyklopedii Muzycznej PWM, e-leksykonie Musik und Gender im Internet
Cykle felietonów:
- o muzyce XX wieku w „Ruchu Muzycznym” (2000)
- o „złotym wieku muzyki kameralnej” w „Muzyka21” (2002–2003)
- o Witoldzie Lutosławskim w „Ruchu Muzycznym” (2003)
- Tajne/Muzyczne – środowisko muzyczne w aktach UB i MSW, „Ruch Muzyczny” (2022-2024)

Rozprawy muzykologiczne w pracach zbiorowych, artykuły publicystyczne itp.